# 刘育熙
刘育熙（1938年10月-），江苏江阴人，刘北茂之子，小提琴演奏家。曾师从马思聪，后进入中央音乐学院，1962年以全校第一名的成绩留校任教。
1963年中国首次小提琴比赛获奖，并在中南海为毛泽东、刘少奇、朱德等国家领导人独奏，为中国小提琴家唯一获此殊荣者。刘育熙曾在著名的香榭丽舍剧院举办了独奏音乐会，成为登上这座欧洲古典音乐殿堂的第一位中国音乐家。他也是第一个登上法国高等音乐学府的中国教授。他在法国、英国、德国、意大利、匈牙利、泰国等国举行独奏音乐会六十余场，获空前成功，巴黎联合国教科文組織国际电台作专访，并向世界各国播出。他被称为“最有资格继承法国小提琴学派的传人”。现为中央音乐学院教授。

## 家世
刘育熙的大伯父刘半农是中国新文化运动的先驱之一，著名的文学家、语言学家；二伯父刘天华是中国现代民族音乐的奠基人，作曲家、演奏家，人称“现代民族器乐之父”；父亲刘北茂是中国现代民乐大师，作曲家、教育家。